# Ingo Scheuermann
Ingo Scheuermann (* 1969 in Karlsruhe) ist ein deutscher Wirtschaftswissenschaftler, Professor für Wirtschaftswissenschaften und Wirtschaftsmathematik sowie Gastronomiekritiker.

## Werdegang
Scheuermann wurde 1995 Diplom-Wirtschaftsingenieur an der Universität Karlsruhe und promovierte 2000 dort. Im selben Jahr wurde er Berater bei der Boston Consulting Group und 2002 Manager bei Oliver Wyman.
2005 wurde er Professor im Studiengang Internationale Betriebswirtschaft für Finanzierung, Investition und Wirtschaftsmathematik an der Hochschule Aalen, dann Prodekan der Fakultät Wirtschaftswissenschaften.
Schwerpunkte seiner Forschung sind Anreizprobleme bei Venture Capital Finanzierungen, Finanzierungen von Unternehmensgründungen und Mittelstandsfinanzierung.
Seit dem Jahr 2011 ist Scheuermann zudem Gastronomiekritiker bei Effilee; für Christian Baus Kochbuch "bau.stil" (2011) verfasste er zu jedem Gericht kurze Texte. Zudem betrieb er zunächst den Gastro-Blog HighEndFood, gefolgt von dem Blog Culinary Insights.